# قله هیلاری
قله هیلاری (به لاتین: Hillary Peak) یک قله در نپال است که در بخش سولوکومبو واقع شده‌است. قله هیلاری ۷٬۶۸۱ متر بالاتر از سطح دریا واقع شده‌است.